# Nové lázně (Teplice)
Nové lázně v Teplicích jsou jednou z lázeňských budov severočeského města Teplice, jeho čtvrti Šanov. Jedná se o dětskou léčebnu, lázně pro děti do osmnácti let postižené onemocněními a úrazy pohybového aparátu. Lázně stojí na adrese U Nových lázní 1101/2, 415 01 Teplice. Po straně budovy vede ulice Pod Doubravkou. Lázeňská budova byla v roce 1839 a je chráněna jako kulturní památka.